# Кордегардия у Московской заставы
Кордегардия у Московской заставы — памятник архитектуры, расположен в Великом Новгороде, современный адрес — Большая Московская улица, 39а, 68а.
Постройка кордегардий была закреплена в 1778 году в генеральном плане Новгорода, одноэтажные здания с вальмовыми крышами на Московской заставе, одно из которых было предназначено для офицеров, а второе — для солдат, были построены по образцовому проекту в конце XVIII века. Кроме зданий, по сторонам дороги было поставлено два пирамидальных кирпичных обелиска, обшитых металлическими листами и соединённых со зданиями пряслами, в которых сделаны арки для пешеходов. Хотя здания Московской заставы гораздо проще по архитектурному решению, чем здания Петербургской, то, что они подчёркнуты обелисками, показывает стремление разнообразить архитектуру въездов, сделав их парадными.
В начале XIX века у кордегардий были двойные шатровые кровли, фасады были симметричными, центральная часть лицевого северного фасада была раскрепована, по сторонам от креповки были двойные ниши, фасады были оформлены дощатым рустом, фигурными лопатками и сухариками у карниза. В том же столетии кровля была заменена на вальмовую, а обелиски украсили гербами с двуглавыми орлами.
Во время Великой Отечественной войны была частично разрушена стенная кладка, утрачена кровля, заполнения проёмов, декор. В 1955 году здания были восстановлены под руководством К. В. Сивицкого, при этом внешний вид зданий был значительно упрощён и огрублён. После ремонта ниши и лопатки не доходят до уровня цоколя и карниза, в восточной постройке была убрана поперечная капитальная стена, делящая здание на два помещения. В 1992—1993 годах прошёл ремонт зданий.
Здания возможно отреставрировать, придав им вид, существовавший на конец XVIII века; их состояние обследовали С. В. Ваулина и Л. Н. Храпко.
На 2008 год западный корпус был занят магазином, а восточный — складом.